# 海宁麻将
海宁麻将为麻将的一种。

## 概述与玩法
相对于其他麻将的规则是比较简单的，主要有以下几点：
- 不使用花牌共136张。有七张花（百搭，翻牌产生）。
- 可吃可碰可出铳可胡。出铳者为赔付点数的双倍，其他玩家则按点数赔付；自摸则双倍。
- 计算点数采用底数和番数的计数方法，胡的点数=(底数+30)×2n，n表示番（段）数。点数采用进位计数，比如：最终点数超过70（72、74、76、78、80）都记为80，不是四舍五入。
- 底数的计算方法如下：

| 底数表 | 暗杠 | 亮杠 | 暗刻 | 亮刻 |
| ------ | ---- | ---- | ---- | ---- |
| 老头牌 | 32   | 16   | 8    | 4    |
| 其它牌 | 16   | 8    | 4    | 2    |

老头牌指幺九牌和字牌。
特别：平和和清平三代和的点数是约定俗成的，平和为140，清平三代为560

清平三代胡的点数为约定的560胡，牌形为：一对和四个三连顺子，不可有刻子。有刻子的清三代，胡的点数按规则计算。
- 番数的计算方法：

1. 有中、发、白、座风任何一刻即为一番
2. 无百搭（花）为一番
3. 清一色为三番（只有万，条，饼其中一门牌）。
4. 混一色为一番，即万、饼、条只出现一门牌，但可以有东南西北中发白
5. 对对胡为一番，即手中的牌只有刻子或一对将，没有顺子

## 相关链接
- 麻将